# Darhan-Uul
Darhan-Uul (Дархан-Уул, em mongol) é uma província da Mongólia. Sua capital é Darhan.

## História
A capital da província, Darhan, foi fundada em 17 de outubro de 1961, como um segundo centro industrial para reduzir a pressão migratória na capital Ulã Bator. Para isso, o distrito existente de mesmo nome foi dissolvido, sendo seu território administrado pelas prefeituras.
A Província de Darhan-Uul e seus 4 sums foram retirados da província de Selenge em 1994.

## Agricultura
Darhan-Uul está no coração agrícola da Mongólia e é um grande produtor agrícola no país com ricos recursos para o desenvolvimento agrícola. Esta área, localizada a baixa altitude, tem um clima mais quente do que o resto do país. Na bacia do Rio Kharaa existem condições climáticas favoráveis para o cultivo de cereais, vegetais e especialmente batatas. Existem 35 empresas agrícolas e cooperativas em Darhan-Uul. Esta área contém 30.000 hectares de solo apto para a agricultura e 1.287,8 mil hectares para o cultivo de hortaliças. Apesar do desenvolvimento da economia urbana, a população local continua criando gado. Existem aproximadamente 130.000 cabeças de gado na província.